# Millerosaurus
Genre
Millerosaurus est un genre éteint d'anapsides, d'environ 30 cm de longueur qui vécut à la fin du Permien (il y a environ 250 millions d'années) en Afrique du Sud.

## Description
Tout comme chez les lézards, ses pattes étaient très écartées du corps et ne permettaient probablement pas une marche très habile. Doté d'un crâne de 5 centimètres de long comportant des fenêtres temporales, certains auteurs pensent que cet insectivore devait avoir un mode de vie assez semblable aux lézards actuels.